# نیاونیا
نیاونیا (به اسپانیایی: Ñauña) یک کوه در پرو است که در Peru, Cusco Region واقع شده‌است. نیاونیا ۵٬۱۰۰ متر بالاتر از سطح دریا واقع شده‌است.